# Abdul Hamid Bassiouny
Abdul Hamid Bassiouny (Cafrel Xeique, 12 de março de 1972) é um treinador ex-futebolista profissional egípcio que atuava como atacante.

## Carreira
Abdul Hamid Bassiouny se profissionalizou no Kafr El Sheikh.

## Seleção
Abdul Hamid Bassiouny integrou a Seleção Egípcia de Futebol na Copa das Confederações de 1999, no México.

## Treinador
Sempre ligado ao Haras El-Hodood, em 2009 assumiu como interino, e posteriormente treinador do clube.